# (17372) 1981 DV
A (17372) 1981 DV a Naprendszer kisbolygóövében található aszteroida. Schelte J. Bus fedezte fel 1981. február 28-án.